# Diplodus sargus cadenati
Diplodus sargus cadenati es una subespecie de peces de la familia Sparidae en el orden de los Perciformes.
En Cantabria se le conoce como Jargo, siendo muy pescado muy apreciado por su sabor y calidad.

## Morfología
• Los machos pueden llegar alcanzar los 45 cm de longitud total.

## Alimentación
Come pequeños crustáceos, moluscos, algas y corales.

## Distribución geográfica
Se encuentra en las  costas del  Atlántico oriental (desde el mar Cantábrico hasta las Islas Canarias ).